# Teri Polo
Theresa Elizabeth "Teri" Polo, född 1 juni 1969 i Dover, Delaware, är en amerikansk skådespelare. Polo har bland annat varit med i Släkten är värst, Familjen är värre och Little Fockers i rollen som Pam Byrnes/Pam Focker.

## Filmografi i urval
- 1990 – Fantomen på Stora operan (TV-serie)
- 1991 – Born to Ride
- 1991 – Första natten med tjejen
- 1993 – Aspen Extreme
- 1993 – Quick
- 1994 – Golden Gate
- 1996 – The Arrival
- 1996 – Förhållanden
- 1997 – Skräckens hus
- 2000 – Släkten är värst
- 2001 – Domestic Disturbance
- 2001 – The Unsaid
- 2002 – Second String
- 2003 – Straight From the Heart
- 2003 – Beyond Borders
- 2004 – Familjen är värre
- 2006 – Legacy of Fear
- 2007 – Full of It
- 2007 – Love Is a Four Letter Word
- 2009 – 2:13
- 2009 – The Hole
- 2009 – The Beacon
- 2009 – The Storm
- 2009 – Ghost Whisperer (TV-serie)
- 2010 – Meet the Parents: Little Fockers
- 2011 – We Have Your Husband
- 2012 – Beyond
- 2013 – The Fosters (TV-serie)
- 2016 – Outlaws and Angels